# Cadeyrn
Cadeyrn Fendigaid (... – 447), dodicesimo figlio del re supremo britannico Vortigern, fu sovrano del Powys (Galles orientale), ma in effetti non si sa quanto sia stato indipendente dal genitore, che gli aveva dato questo territorio.
Era forse un re-vassallo.
Fu ucciso nella battaglia di Rithergabail (Aylesford, Kent), combattuta nel 447 contro il fratello Vortimer, che si era ribellato a loro padre. Fu sepolto vicino al dolmen megalitico conosciuto come Kit's Coyty House. Suo figlio e successore fu Cadell Ddyrnllwg. Potrebbe aver avuto anche un altro figlio, Rhyddfedd Frych ("il Lentigginoso").